# Безрейковий поїзд

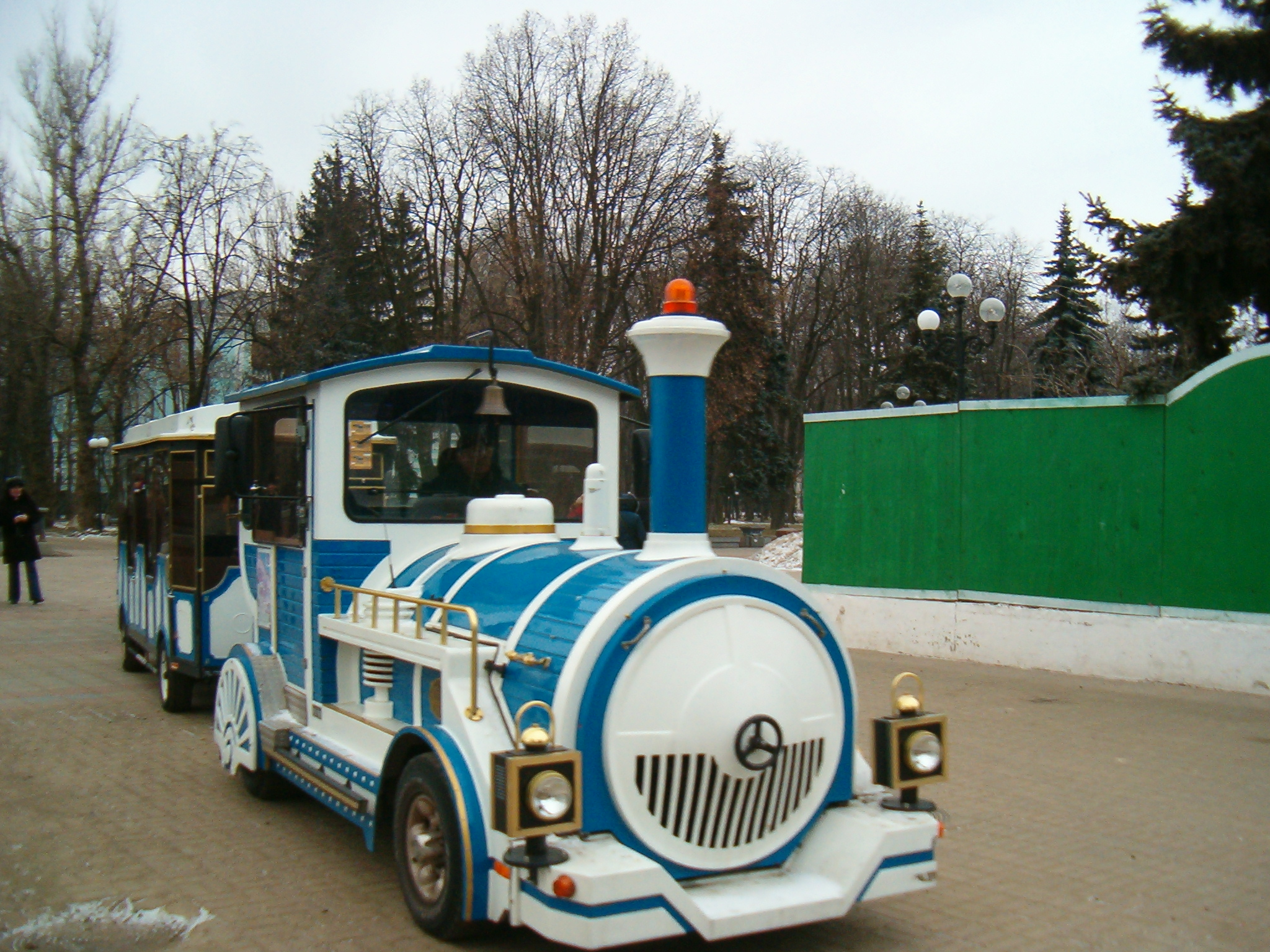
Безрейковий поїзд у Києві

Безрейковий поїзд (диво-потяг, екскурсійний трамвайчик, диво поїзд) — транспортний засіб на колесах (автопоїзд), розрахований на перевезення до 56 осіб, що складається з локомотива-тягача та двох причепів з опаленням та прозорим скляним дахом для проведення екскурсійних турів.

## Технічні характеристики екскурсійного поїзда
Один екскурсійний поїзд може перевезти 56 осіб різної вікової категорії (2430 кг).
Поїзд має спеціальні кріплення між локомотивом та вагонами, які роблять неможливим роз'єднання та перевертання автопоїзда чи якоїсь його частини.
Цей транспортний засіб обладнаний пневматичною гальмівною системою в кожному вагоні та локомотиві, системою ABS, а також системою блокування коліс.
Автопоїзд з повним навантаженням, має можливість здолати підйом 16%.
Технічно обмежена максимальна швидкість екскурсійного поїзда 25 км/год.

## Історія проекту
Диво поїзд був виготовлений у Німеччині у 2008 році, на заводі Road Trains TSCHU-TSCHU. Практика застосування таких екскурсійних поїздів є у всій Європі. Найбільше таких автопоїздів можна зустріти у Франції, Швейцарії, Україні, Італії та Німеччині.

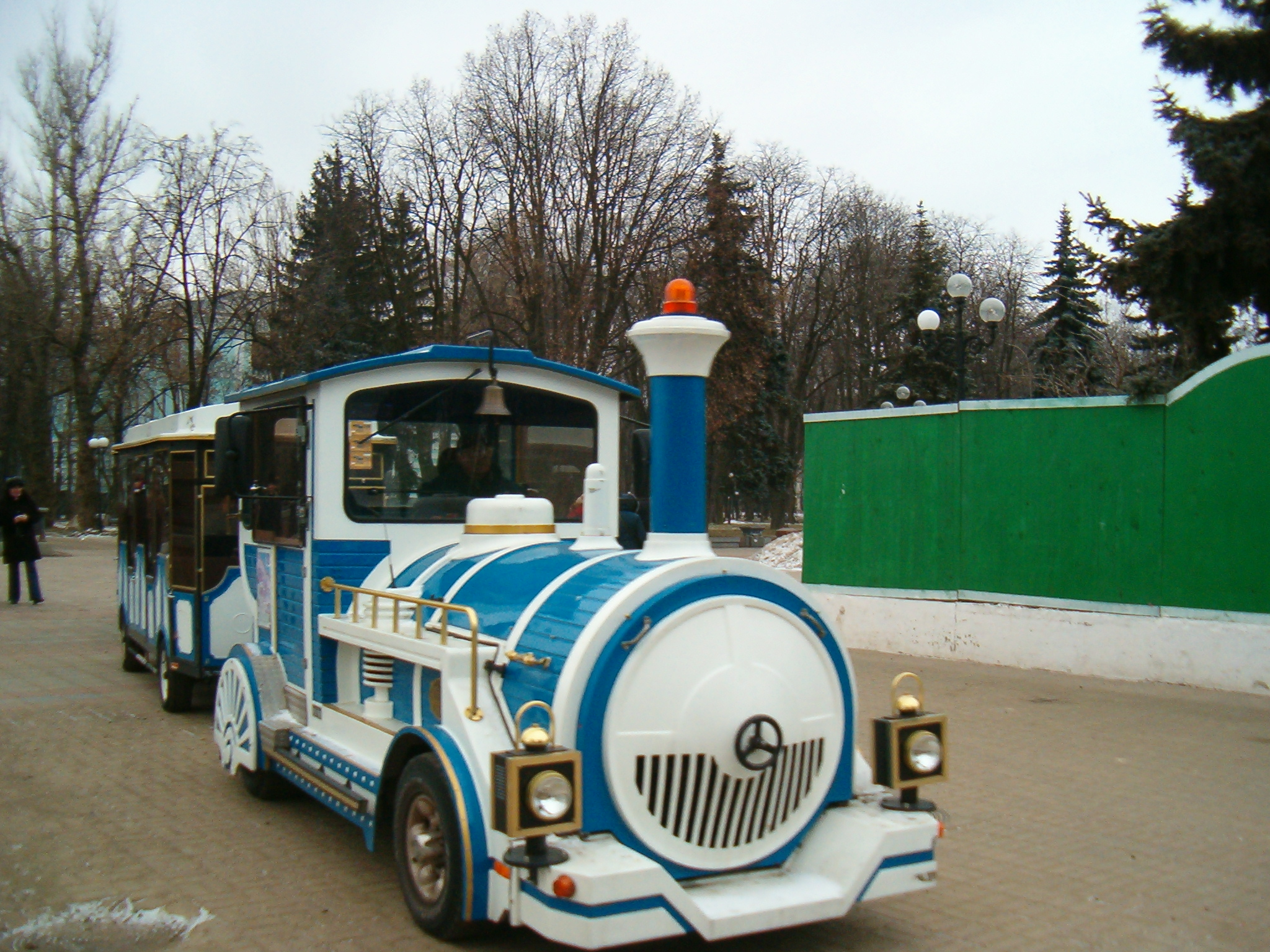
Київ
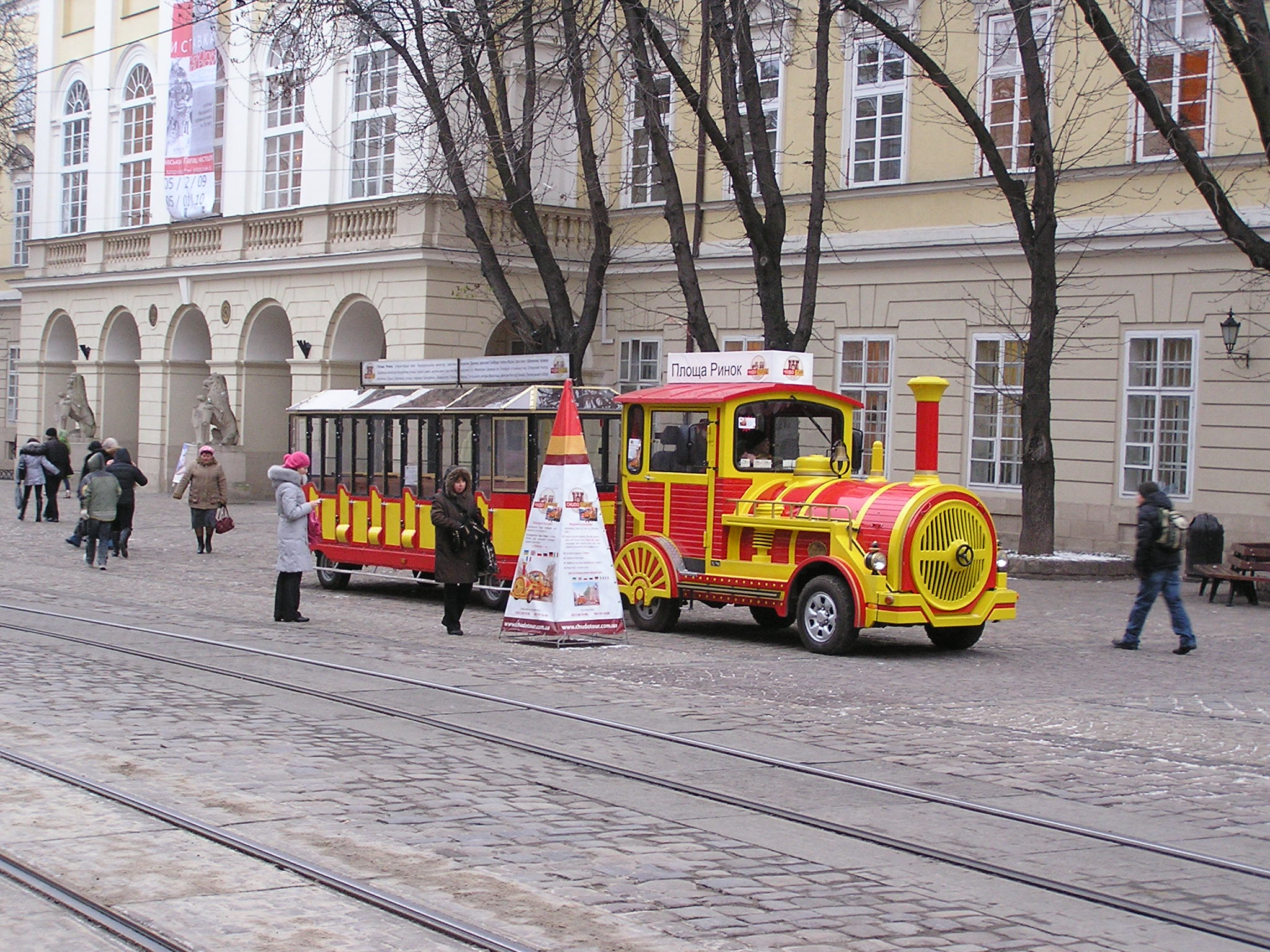
Львів
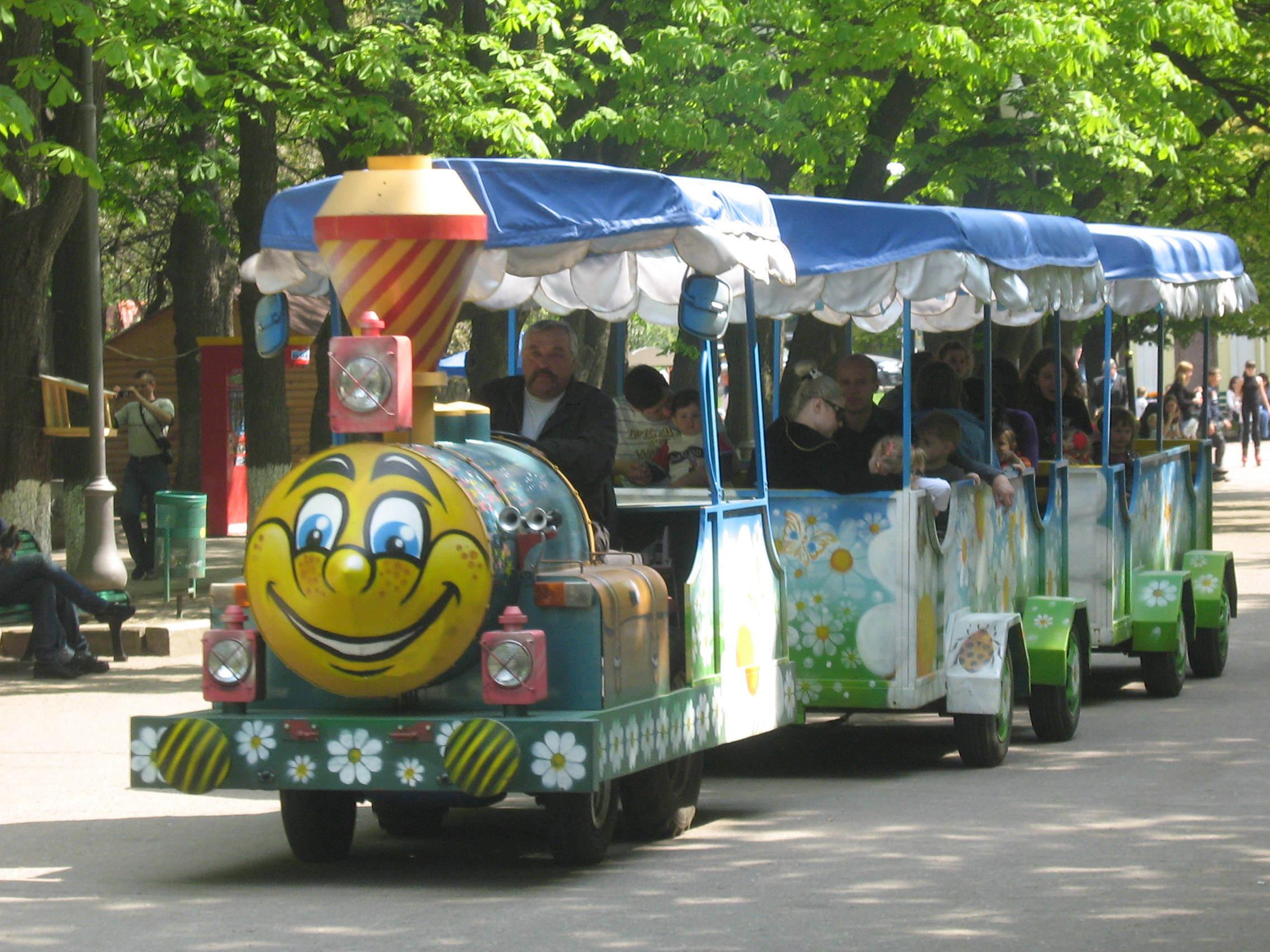
Харків

## Екскурсійний поїзд уЛьвові(Диво поїзд)
У Львові вперше Диво поїзд виїхав на свій рейс 01 січня 2009 року.

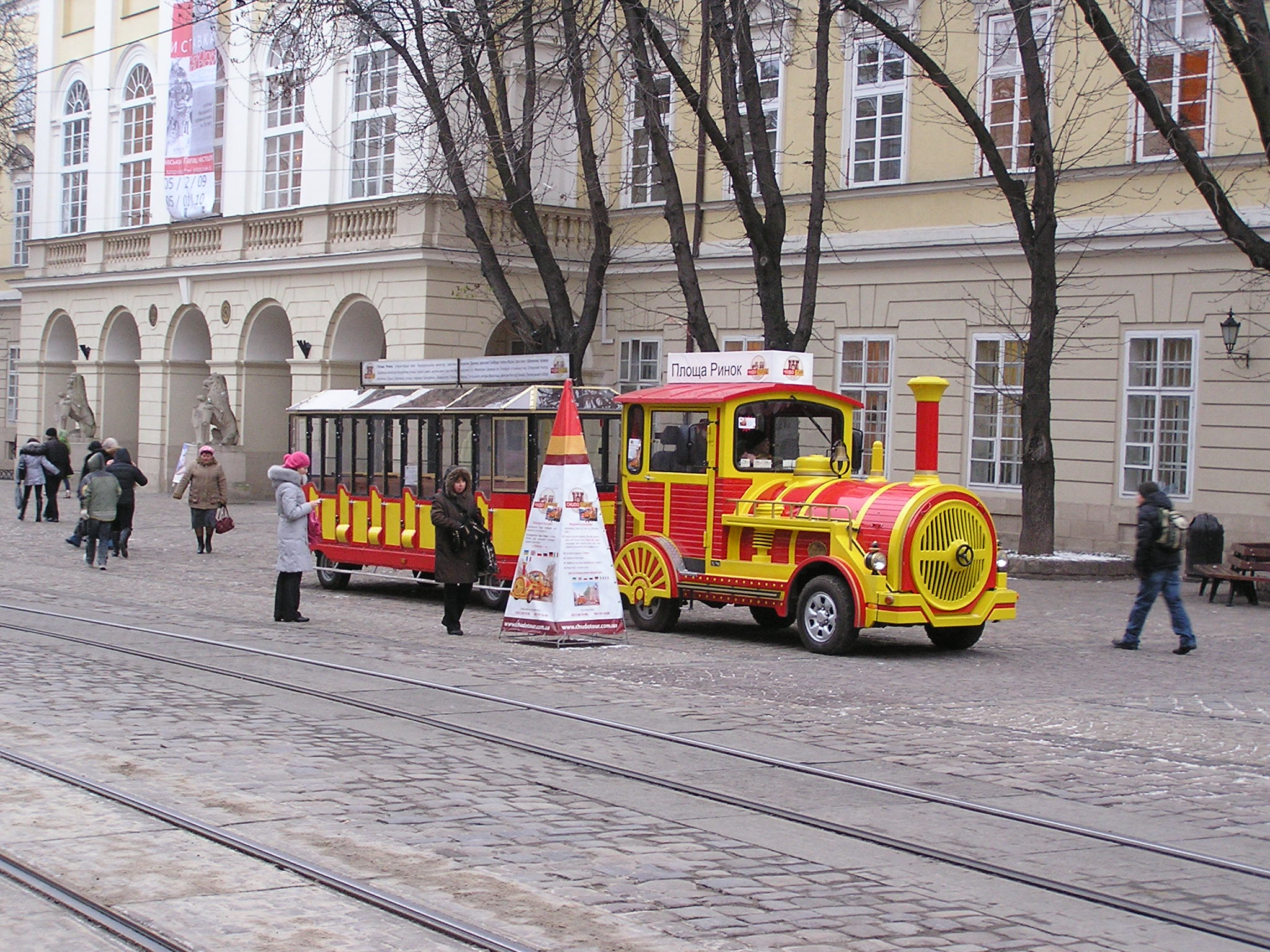
Диво поїзд у Львові

### Деталі туру
Диво поїзд курсує старими львівськими вулицями, з екскурсійним супроводом та на регулярній основі.
Екскурсія у Диво поїзді проводиться 7-ма мовами: українська, англійська, німецька, польська, російська, італійська та французька. При цьому, завдяки спеціально встановленій аудіо системі, кожен пасажир має змогу сам обирати мову якою бажає прослухати екскурсію. Диво поїзд став новим символом Львова. Його зображають на листівках, магнітах та інших сувенірах на згадку про Львів, його роблять з шоколаду, він навіть був намальований на одному з левів, що були представлені на параді левів у Львові. Його поява на вузьких львівських вуличках викликає незмінну усмішку у львів'ян та шалений захват у дітей.
| Тривалість    | 50 хв. |
| Режим роботи  | щодня, щогодини |
| Довідково     | аудіосупровід українською, англійською, польською, російською, німецькою, італійською та французькою мовами |
| Маршрут       | Пл. Ринок — пл. Соборна — пл. Міцкевича — пр. Шевченка — вул. Франка — вул. Підвальна — вул. Вічева — пл. Старий Ринок — вул. Хмельницького — вул. Чорновола — пр. Свободи — вул. Гнатюка — вул. Словацького — вул. Коперніка — пр. Свободи — пл. Ринок |
| Періодичність | 10. 00, 11. 00, 12. 00, 13. 00, 14. 00, 15. 00, 16. 00, 17. 00, 18. 00, 19. 00, 20. 00 |